# アントワーヌ・セメニョ
アントワーヌ・セメニョ（Antoine Semenyo, 2000年1月7日 - ）は、ガーナのプロサッカー選手。AFCボーンマス所属。ガーナ代表。ポジションはフォワード。

## 経歴

### キャリア初期
15歳 - 16歳の頃、ロンドンを拠点とするアーセナル、トッテナム・ホットスパー、クリスタル・パレス、フラム、ミルウォールのトライアルを受けたが、いずれも入団には至らず、プロ選手になる夢を諦めかけたこともあったが、2017年、ブリストル・シティの下部組織に2年契約で入団した。

### クラブ
2018年1月、クラブと初のプロ契約を交わし、短期間のローンでナショナルリーグ・サウス（6部リーグ）のバース・シティに移籍。実戦経験を積みブリストル・シティにローンバックすると、5月6日、リーグ最終節のシェフィールド・ユナイテッド戦でブリストル・シティおよびチャンピオンシップでの初出場。
2018年7月18日、リーグ2のニューポート・カウンティに1シーズンのローン移籍。この頃から、センターフォワードだけでなくウイングとしても起用されるようになった。シーズン途中であったが、2019年1月27日にブリストル・シティに呼び戻され、復帰した。
2020年1月、リーグ1のサンダーランドにローン移籍。しかし、COVID-19の流行によりリーグ1が短縮されたこともあり、7試合のみの出場でブリストル・シティに復帰した。
9月5日、EFLカップ初戦のエクセター・シティ戦でブリストル・シティでの公式戦初ゴールを記録。幸先のよいスタートを切ると、2回戦のノーサンプトン・タウン戦では1ゴール2アシストの活躍を見せた。主力としてフル稼働した2020-21シーズン、公式戦50試合に出場、5ゴール7アシストを記録し、クラブのシーズン最優秀若手選手に選出された。
2022年1月、3ゴール3アシストを記録し、EFLチャンピオンシップ月間最優秀選手に選出された。
2023年1月27日、ボーンマスに4年半契約で移籍。移籍金は1,000万ポンドを超える額と報じられている。2月4日、リーグ第22節のブライトン戦でプレミアリーグ初出場。4月30日、第34節のリーズ・ユナイテッド戦ではプレミアリーグ初ゴールを記録した。
2024-25シーズン、開幕節のノッティンガム・フォレスト戦でゴールを挙げ好スタートを切ると、11月2日、第10節のマンチェスター・シティ戦で先制ゴールを挙げ勝利に貢献し、マンチェスター・シティの無敗記録を32試合で終わらせ、2025年1月25日、第23節のノッティンガム・フォレスト戦でもゴールを挙げ、プレミアリーグでのクラブの無敗記録を11試合に更新するなど、最終的にキャリアハイとなる11ゴールを記録した。

### 代表
世代別代表の経験はなく、2022年6月1日、アフリカネイションズカップ予選のマダガスカル戦でガーナ代表初キャップ。
11月にはFIFAワールドカップに臨むメンバーに選出され、グループステージの2試合に出場した。

## 人物
父のラリー・セメニョもサッカー選手であった 。

## 個人成績

### クラブ
| 国内大会個人成績 | 国内大会個人成績         | 国内大会個人成績 | 国内大会個人成績   | 国内大会個人成績 | 国内大会個人成績 | 国内大会個人成績 | 国内大会個人成績 | 国内大会個人成績 | 国内大会個人成績 | 国内大会個人成績 | 国内大会個人成績 |
| 年度             | クラブ                   | 背番号           | リーグ             | リーグ戦         | リーグ戦         | リーグ杯         | リーグ杯         | オープン杯       | オープン杯       | 期間通算         | 期間通算         |
| 年度             | クラブ                   | 背番号           | リーグ             | 出場             | 得点             | 出場             | 得点             | 出場             | 得点             | 出場             | 得点             |
| イングランド     | イングランド             | イングランド     | イングランド       | リーグ戦         | リーグ戦         | FLカップ         | FLカップ         | FAカップ         | FAカップ         | 期間通算         | 期間通算         |
| ---------------- | ------------------------ | ---------------- | ------------------ | ---------------- | ---------------- | ---------------- | ---------------- | ---------------- | ---------------- | ---------------- | ---------------- |
| 2017-18          | バース・シティ           |                  | ナショナル・サウス | 14               | 3                | -                | -                | 0                | 0                | 14               | 3                |
| 2017-18          | ブリストル・シティ       | 42               | チャンピオンシップ | 1                | 0                | 0                | 0                | 0                | 0                | 1                | 0                |
| 2018-19          | ニューポート・カウンティ | 42               | リーグ2            | 21               | 3                | 2                | 1                | 5                | 0                | 28               | 4                |
| 2018-19          | ブリストル・シティ       | 18               | チャンピオンシップ | 4                | 0                | -                | -                | -                | -                | 4                | 0                |
| 2019-20          | ブリストル・シティ       | 18               | チャンピオンシップ | 9                | 0                | 1                | 0                | 1                | 0                | 11               | 0                |
| 2019-20          | サンダーランド           | 42               | リーグ1            | 7                | 0                | -                | -                | -                | -                | 7                | 0                |
| 2020-21          | ブリストル・シティ       | 18               | チャンピオンシップ | 44               | 2                | 3                | 2                | 3                | 1                | 50               | 5                |
| 2021-22          | ブリストル・シティ       | 18               | チャンピオンシップ | 31               | 8                | 0                | 0                | 1                | 0                | 32               | 8                |
| 2022-23          | ブリストル・シティ       | 11               | チャンピオンシップ | 23               | 6                | 2                | 1                | 2                | 1                | 27               | 8                |
| 2022-23          | ボーンマス               | 24               | プレミアリーグ     | 11               | 1                | -                | -                | -                | -                | 11               | 1                |
| 2023-24          | ボーンマス               | 24               | プレミアリーグ     | 33               | 8                | 2                | 0                | 1                | 0                | 36               | 8                |
| 2024-25          | ボーンマス               | 24               | プレミアリーグ     | 37               | 11               | 1                | 0                | 4                | 2                | 42               | 13               |
| 通算             | イングランド             | イングランド     | ナショナル・サウス | 14               | 3                | -                | -                | 0                | 0                | 14               | 3                |
| 通算             | イングランド             | イングランド     | リーグ2            | 21               | 3                | 2                | 1                | 5                | 0                | 28               | 4                |
| 通算             | イングランド             | イングランド     | リーグ1            | 7                | 0                | 0                | 0                | 0                | 0                | 7                | 0                |
| 通算             | イングランド             | イングランド     | チャンピオンシップ | 112              | 16               | 6                | 3                | 7                | 2                | 125              | 21               |
| 通算             | イングランド             | イングランド     | プレミアリーグ     | 81               | 20               | 3                | 0                | 5                | 2                | 89               | 22               |
| 総通算           | 総通算                   | 総通算           | 総通算             | 235              | 42               | 11               | 4                | 17               | 4                | 263              | 50               |

### 代表
| ガーナ代表 | 国際Aマッチ | 国際Aマッチ |
| 年         | 出場        | 得点        |
| ---------- | ----------- | ----------- |
| 2022       | 6           | 1           |
| 2023       | 8           | 1           |
| 2024       | 11          | 0           |
| 2025       | 2           | 1           |
| 通算       | 27          | 3           |

## タイトル

### 個人
- ブリストル・シティ シーズン最優秀若手選手（2020-21）[13]
- EFLチャンピオンシップ月間最優秀選手（英語版）（2022年1月）[14]